# Zuidelijke glazenmaker
De zuidelijke glazenmaker (Aeshna affinis) is een echte libel (Anisoptera) uit de familie van de glazenmakers (Aeshnidae).
De soort staat op de Rode Lijst van de IUCN als niet bedreigd, beoordelingsjaar 2007. De trend van de populatie is volgens de IUCN stijgend.
De wetenschappelijke naam van de soort werd in 1820 gepubliceerd door Pièrre Léonard Vander Linden.

## Kenmerken

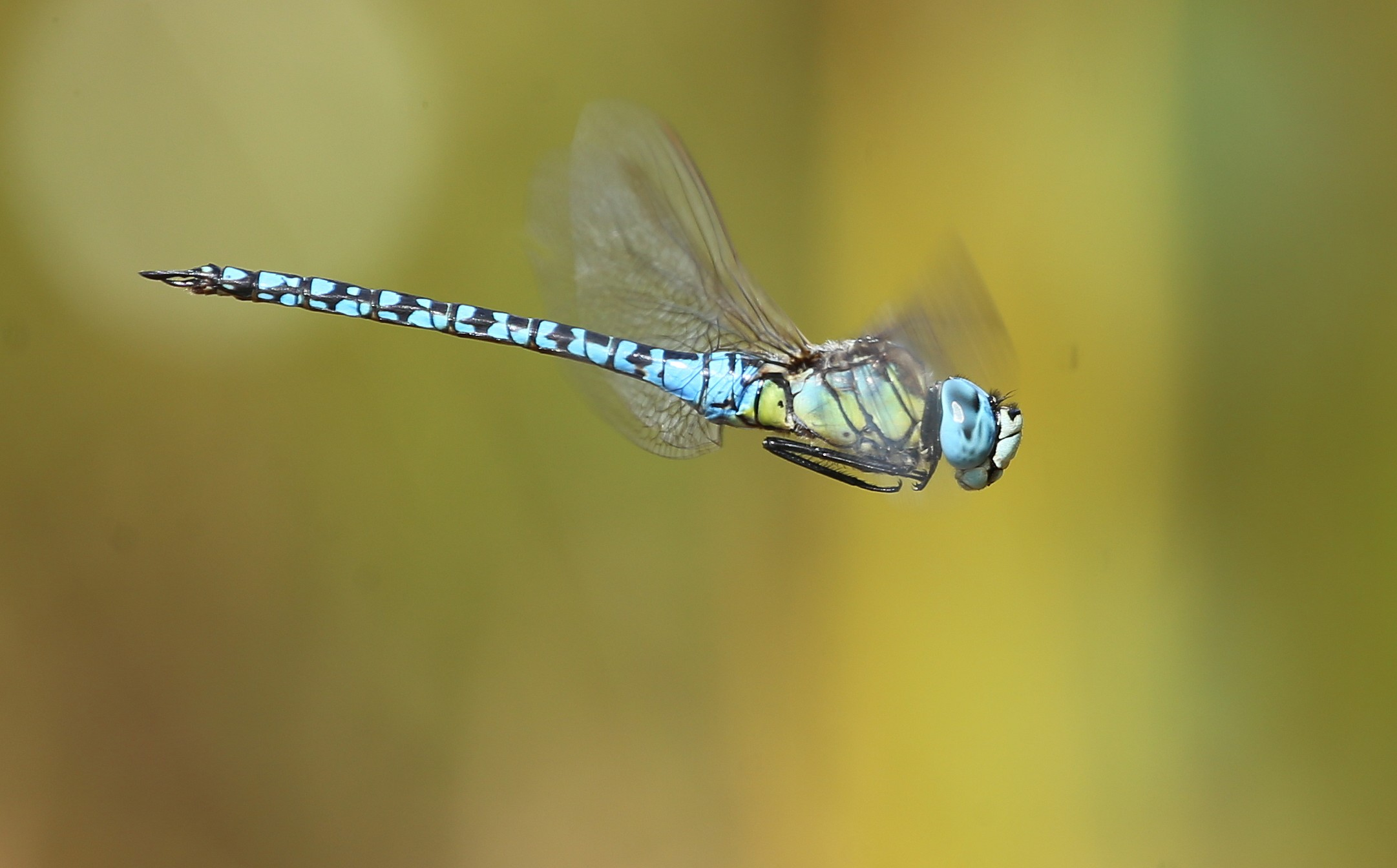

De zuidelijke glazenmaker is tussen de 57 en 66 millimeter lang. Het achterlijf is donker van kleur en bevat mozaïektekening van licht gekleurde vlekken. De zijkant van het borststuk is licht gekleurd, met dunne zwarte naden. De schouderstrepen zijn kort. De pterostigma’s zijn lichtbruin. Aan de rugzijde van achterlijfssegment 2 heeft de zuidelijke glazenmaker een kenmerkende tekening. Deze tekening is blauw bij mannetjes en geel bij vrouwtjes.
De mannelijke exemplaren worden opvallend azuurblauw getekend. De lichte mozaïektekening op achterlijf bestaat uit grote blauwe vlekken, die allen dezelfde kleur blauw hebben. De ogen zijn geheel felblauw. De zijkant van het borststuk is geel of groenachtig, vaak deels met blauwe waas. Hierin staan drie dunne zwarte naadstrepen.
Bij de vrouwelijke exemplaren heeft het achterlijf een oranjebruine grondkleur (in plaats van zwart), met daarop een mozaïektekening van citroengele tot groengele vlekjes. In zeldzame gevallen zijn deze vlekjes blauw (lijkend op mannetje). De laatste segmenten hebben wel een zwarte grondkleur. De ogen aan de bovenzijde zijn bruin, aan de onderzijde zijn ze geel. De zijkant van het borststuk is geel met drie dunne zwarte naadstrepen.

## Habitat
De zuidelijke glazemaker leeft nabij ondiepe poelen, (duin)plassen, uiterwaarden en andere natte plaatsen met een uitgebreide moerasvegetatie. Vaak vindt in deze plaatsen tijdelijke droogval plaats.

## Vliegtijd en gedrag
De meeste waarnemingen van de zuidelijke glazenmaker worden van juli tot september gedaan. De mannetjes vallen op door hun zeer blauwe verschijning en hun kalme patrouillevlucht, op 1 à 2 meter boven de grond. Door hun kleur, houding en enigszins gebogen achterlijf doen de mannetjes in eerste instantie vaak even denken aan een klein formaat grote keizerlibel. Eitjes worden afgezet in stengels van moerasplanten. Dit gebeurt meestal in tandempositie, in tegenstelling tot andere glazenmakers en in overeenstemming met keizerlibellen.
De larven brengen een, soms twee winters door. Ze ontwikkelen zich snel in ondiep, snel opwarmend water. Uitsluipen gebeurt gedurende een korte periode. In Zuid-Europa ligt de uitsluippiek rond eind mei-begin juni. In Nederland is voortplanting sporadisch vastgesteld, maar uitsluipende larven kunnen vermoedelijk vooral in juli worden verwacht.